# خیرآباد (چناران)
خیرآباد مرکز دهستان چناران و روستایی در بخش مرکزی شهرستان چناران استان خراسان رضوی ایران است.

## جمعیت
این روستا در دهستان چناران قرار دارد و براساس سرشماری مرکز آمار ایران در سال ۱۳۸۵، جمعیت آن ۶۲۷ نفر (۱۵۹ خانوار) بوده‌است.